# Njamdondowyn Ganbold
Njamdondowyn Ganbold (mong. Нямдондовын Ганболд; ur. 5 marca 1973 w Ułan Bator) – mongolski łyżwiarz szybki, olimpijczyk.
Na zimowych igrzyskach olimpijskich w Albertville wystartował w łyżwiarskich wyścigach na 5000 i 10 000 metrów zajmując odpowiednio miejsca 31. i 29.
Jego rekordy życiowe na poszczególnych dystansach to: 500 m – 40,7 (1992); 1000 m – 1:23,02 (2000); 1500 m – 2:06,18 (1998); 5000 m – 7:16,31 (1992); 10 000 m – 15:14,93 (1991).